# St. Martin (Heimbuchenthal)

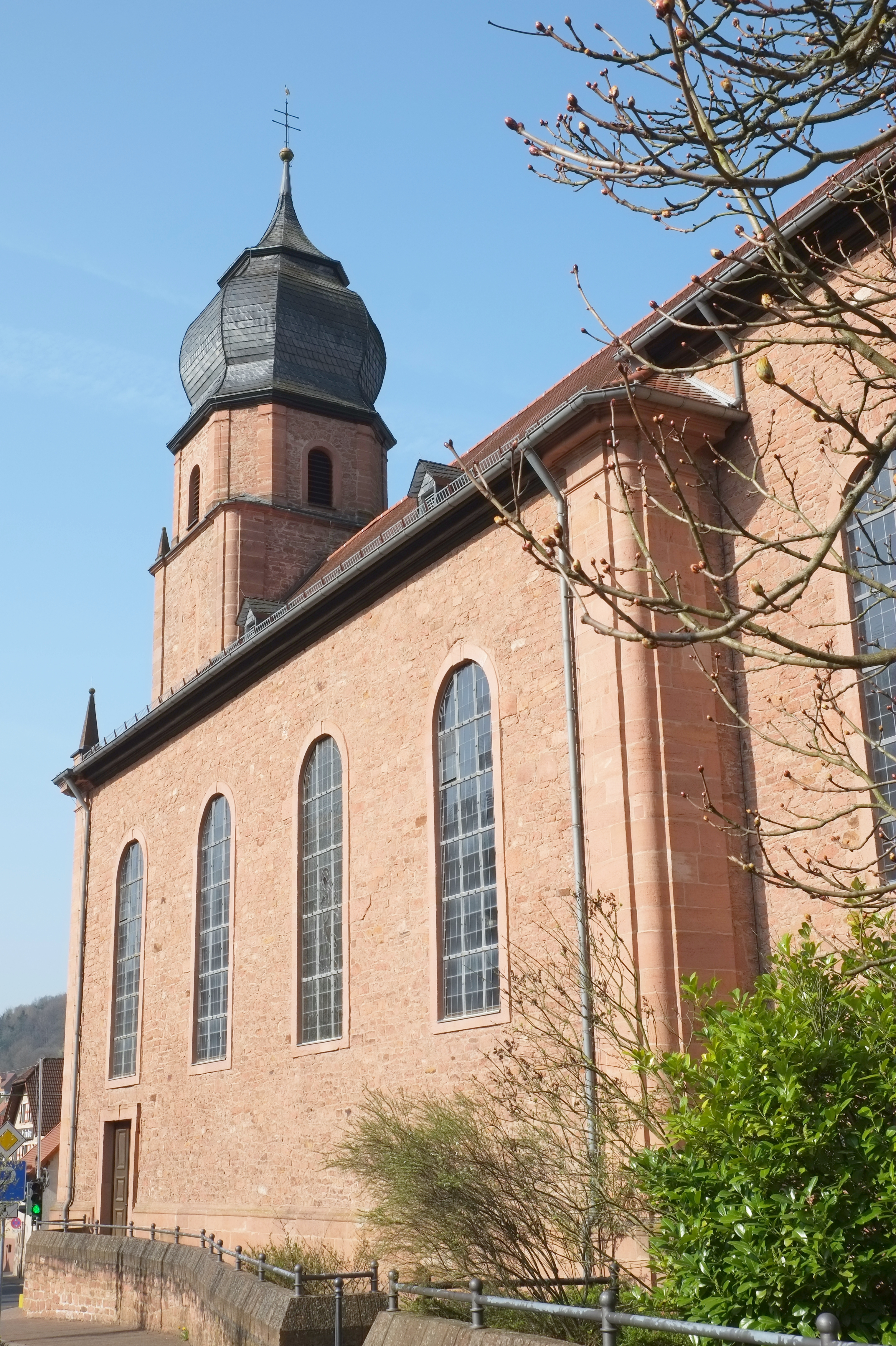
St. Martin (Heimbuchenthal)

Die römisch-katholische, denkmalgeschützte alte Pfarrkirche St. Martin steht in Heimbuchenthal, einer Gemeinde im Landkreis Aschaffenburg (Unterfranken, Bayern). Das Bauwerk ist unter der Denkmalnummer D-6-71-127-1 als Baudenkmal in der Bayerischen Denkmalliste eingetragen. Die Kirche gehört zur Pfarrei St. Johannes in der Pfarreiengemeinschaft Maria Regina im Spessart (Heimbuchenthal) im Dekanat Aschaffenburg-Ost des Bistums Würzburg.

## Beschreibung

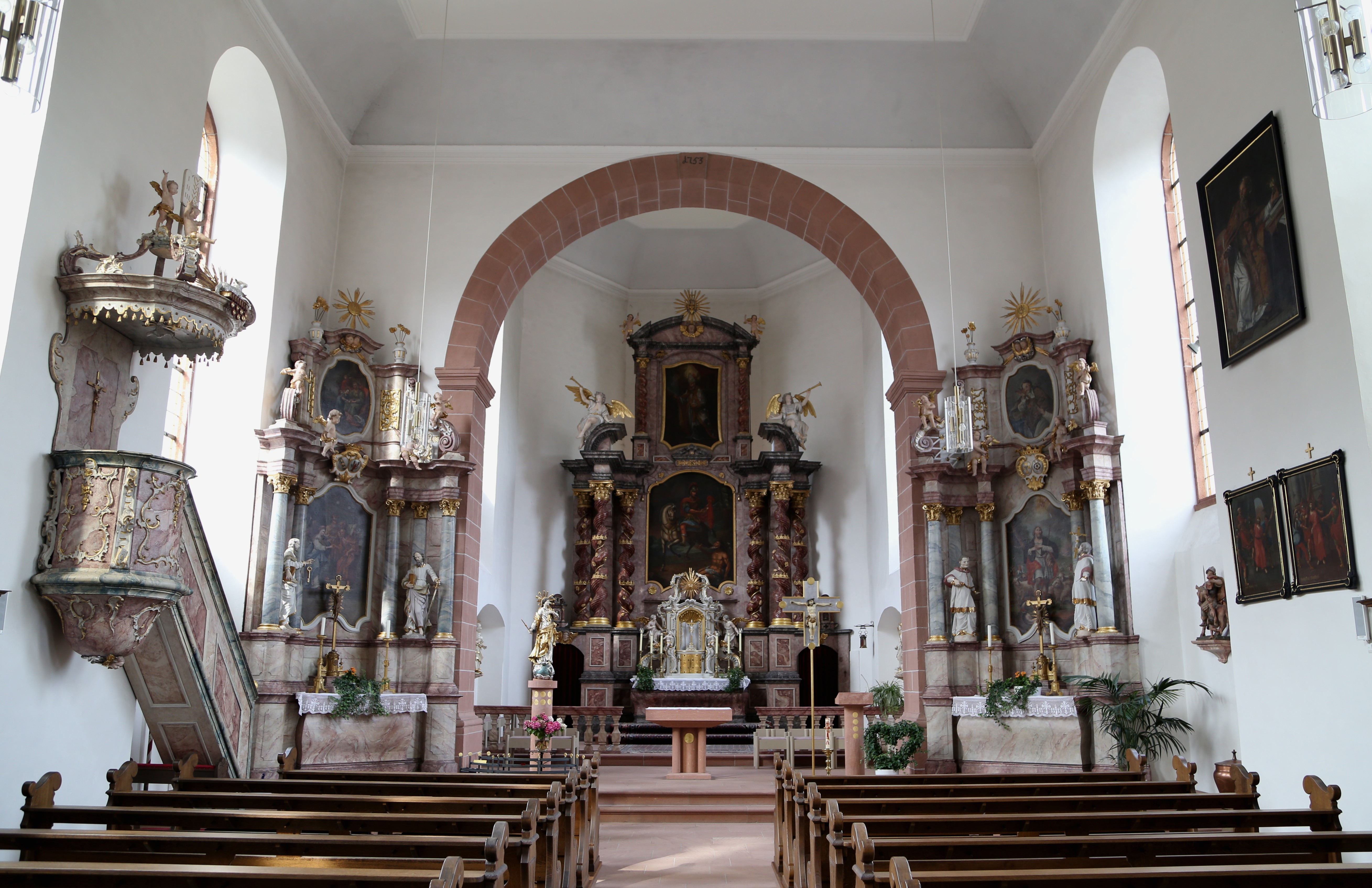
Langhaus mit Blick zum Altar

Die steinsichtige Saalkirche mit einem Langhaus, einem eingezogenen, dreiseitig geschlossenen Chor im Nordosten und einem quadratischen Fassadenturm im Südwesten wurde von 1753 bis 1757 gebaut. Die Wände sind aus Bruchsteinen, die Lisenen an den Ecken aus Quadermauerwerk. Das oberste Geschoss des mit einer schiefergedeckten Zwiebelhaube bedeckten Fassadenturms hat abgeschrägte Ecken und enthält den Glockenstuhl. Zur Kirchenausstattung gehören der im späten 17. Jahrhundert gebaute Hochaltar, die Seitenaltäre und die Kanzel aus der Bauzeit. Die Orgel mit 13 Registern, einem Manual und Pedal wurde 1826 von Nikolaus Zahn gebaut.